# Agrilus bonnottei
Agrilus bonnottei (лат.) — вид узкотелых жуков-златок.

## Распространение
Вьетнам, Камбоджа, Китай, Лаос, Мьянма, Таиланд.

## Описание
Длина тела взрослых насекомых (имаго) 9,2—11,0 мм. Отличаются крупными глазами и опушенными апикальными частями надкрылий. Близок к виду A. cyaneovirens. Тело узкое, основная окраска со спинной стороны тёмная с отблеском. Переднегрудь с воротничком. Боковой край переднеспинки цельный, гладкий. Глаза крупные, почти соприкасаются с переднеспинкой. Личинки предположительно развиваются на различных лиственных деревьях. Встречаются с мая по июль на высотах от 50 до 1500 м. Валидный статус был подтверждён в ходе ревизии, проведённой в 2011 году канадскими колеоптерологами Эдвардом Йендеком (Eduard Jendek) и Василием Гребенниковым (Оттава, Канада).